# Suka Tani (Tanjung Lago)
Suka Tani is een bestuurslaag in het regentschap Banyuasin van de provincie Zuid-Sumatra, Indonesië. Suka Tani telt 1972 inwoners (volkstelling 2010).